# Giulio Confalonieri (grafico)
Giulio Confalonieri (Milano, 20 agosto 1926 – Milano, 2008) è stato un grafico italiano.
È stato, nel secondo dopoguerra, uno dei principali esponenti della Scuola svizzera in Italia.
Con uno stile dotato di un segno grafico di forte impatto, generalmente in bianco e nero, e caratterizzato a livello compositivo da espedienti atti a creare una tensione dinamica e un contrasto tra elementi positivi ed elementi negativi.

## Carriera
Dopo gli studi compiuti in Svizzera, Germania e Italia inizia la propria attività professionale occupandosi soprattutto di progettazione grafica per l’editoria e per l’industria nell’ambito dell’immagine coordinata. È stato uno dei principali esponenti della Scuola Svizzera in Italia con uno stile dotato di un segno grafico di forte impatto, caratterizzato a livello compositivo da elementi, per lo più in bianco e nero, atti a creare una tensione dinamica e un forte contrasto tra elementi positivi e negativi, pieni e vuoti.
Nel 1956 si associa con Ilio Negri con il quale, nel 1963, fonda lo studio CNTP insieme a Pino Tovaglia e Michele Provinciali, collaborazione che si concluderà nel 1965. 
Nel settore editoriale lega il suo nome all’immagine di una delle più vivaci riviste culturali degli anni Sessanta, edita da Lerici Editore, Marcatré. 
Art director e consulente della Lerici Editori, durante gli anni di collaborazione con Ilio Negri progetta collane di letteratura e poesia che rappresentano, oggi, sicuri punti di riferimento storici per la grafica editoriale italiana. 
È consulente e art director delle riviste FMR, Art Esquire, Graphis, Imago, PM, Domus, Stile Industria, Acciaio Inossidabile, Esso Rivista.
Realizza, nell’area del graphic design, numerosi progetti di immagine coordinata, marchi e pubblicità tra i quali, per citarne alcuni, AEM-Azienda Energetica Municipale di Milano, Amilcare Pizzi graphics arts, Amnesty International, Arflex, Bassetti, Bloch, Breda, Boffi arredamenti, Cassina, Dire Records, Editoriale Domus, Edizioni Imago, Elam, Electricité de France, Eni, Esso Standard italiana, Eurodomus, Fede Cheti, Ferrari automobili, Ferro Edizioni, Fiorio Couture, Franco Maria Ricci Editore, Frigerio Interior Design, Foster Wheeler, Gabel, Galleria Milano, Grafiche Nava, Ideal Standard, Italsider, Istituto Commercio Estero, Knoll, Lerici Editori, Mim International, Missoni, Mondadori, Montecatini Edison, Nazareno Gabrielli, Nebiolo-Centro Studi, Nepentha, Pirelli, Rai-Radio televisione Italiana, Ratti, Roche, Rosenthal, San Giorgio Impermeabili, Saint-Gobain, Standa, St' Andrews, Tecno, Triennale d'Arte, Total, Valextra, Vallecchi Editore, Westinghouse.
Attivo nell’area del design, collabora attraverso diverse realizzazioni con Gasfire, Nazareno Gabrielli, Nava Design e Alessi.
È consulente e collaboratore della XI, XII, XIII, XIV e XV Triennale di Milano. 
Consulente per la grafica dell'esposizione Eurodomus 1, Genova 1966 , Eurodomus 2, Torino 1968, Eurodomus 3, Milano 1970.
Membro della Galleria del Deposito, Gruppo Cooperativo Boccadasse, Genova 1963.
Fondatore, sul finire degli anni Sessanta, del gruppo di ricerca Exhibition Design con Silvio Coppola, Franco Grignani, Bruno Munari e Pino Tovaglia, collettivo nato per sperimentare e individuare un terreno di convergenza e compenetrazione tra graphic e industrial design.
Insegna, nel corso degli anni Settanta, Psicologia dell'Immagine e Analisi della Forma al Politecnico di Design di Milano.
È membro ADI, AGI, ADC di Milano e New York, Gruppo Uno di “Domus Ricerca” e AIGA.

## Pubblicazioni
Accanto all’attività di graphic designer sviluppa ricerche sulla grafica pura, realizzando il volume Immagine di un libro, Bassoli/Imago, Milano, 1963, uno dei primi esempi di “poesia visiva”. 
Volume Baldassarre, Gaspare, Melchiorre, storia della loro sparizione, (con Ilio Negri) Centro Studi Lerici, Milano, 1956
Volume 12 finestre, Lanificio Tonella, Biella, 1964
Volume Towns, Idea Books International, Milano, 1976
Volume Graphic Adventure, Idea Books International, Milano, 1978
Volume Giulio Confalonieri Opere Grafiche, Franco Maria Ricci Editore, Milano, 1998

## Riconoscimenti
Ottiene numerosi riconoscimenti come la Medaglia d'oro Premio Viareggio 1959, il diploma di merito dell’Art Directors Club di New York, il diploma d’onore Premio Bodoni di Parma, la Medaglia d’Oro alla XI e alla XV Triennale di Milano e il diploma d’onore Typomundus 20 di New York “per l’eccezionale contributo allo sviluppo dell’arte grafica nel ventesimo secolo”.

## Esposizioni
Mostra Domus Design - Mostra del design italiano, Zurigo 1969
Mostra Design Ricerche Plastiche, (Gruppo Exhibition Design, con Silvio Coppola, Franco Grignani, Bruno Munari, Pino Tovaglia), Palazzo reale, Milano 1969
Mostra 6 graphic designers italianos, (Gruppo Exhibition Design, con Franco Bassi, Silvio Coppola, Franco Grignani, Bruno Munari, Pino Tovaglia), Hispano Olivetti, Barcellona/Madrid 1971
Alcune delle sue opere sono esposte al MoMA di New York e nei musei di arte moderna di Parigi e Vienna.